# Martin Schalkers
Martin Schalkers (Katwijk, 5 april 1962) is een Nederlands voormalig wielrenner.

## Belangrijkste overwinningen
1987
- 3e etappe Omloop van Zeeuws-Vlaanderen
- Eindklassement Omloop van Zeeuws-Vlaanderen

1989
- GP Forbo
- Grand Prix de la Libération

## Resultaten in voornaamste wedstrijden
| Jaar | Ronde van Italië | Ronde van Frankrijk | Ronde van Spanje |
| ---- | ---------------- | ------------------- | ---------------- |
| 1987 | 102e             |                     |                  |
| 1988 |                  |                     |                  |
| 1989 | 66e              |                     |                  |
| 1990 | 112e             | 128e                |                  |
| 1991 | 107e             |                     |                  |

| Jaar | Parijs-Roubaix | Amstel Gold Race | Luik-Bast.‑Luik | Kuurne-Brussel-Kuurne |
| ---- | -------------- | ---------------- | --------------- | --------------------- |
| 1987 |                |                  |                 |                       |
| 1988 | 62e            |                  |                 |                       |
| 1989 |                |                  | 104e            | 5e                    |
| 1990 |                |                  |                 |                       |
| 1991 | 100e           | 45e              |                 |                       |

## Ploegen
- 1987 - Transvemij-Van Schilt
- 1988 - TVM-Van Schilt
- 1989 - TVM-Ragno
- 1990 - TVM
- 1991 - TVM-Sanyo